# مالاکیت آسوده
مالاکیت آسوده (نام علمی: Chlorolestes apricans) نام یک گونه از سرده مالاکیت‌ها است.